# Actaea vaginata
Actaea vaginata är en ranunkelväxtart som först beskrevs av Carl Maximowicz, och fick sitt nu gällande namn av J. Compton. Actaea vaginata ingår i släktet trolldruvor, och familjen ranunkelväxter. Inga underarter finns listade i Catalogue of Life.